# Romanische Bibliographie
Die Romanische Bibliographie (RB) ist die einzige umfassende Fachbibliographie der Romanistik.
Sie verzeichnet die bibliographischen Angaben von Monographien, Sammelwerken und Aufsätzen zur romanistischen Sprach- und Literaturwissenschaft, mit Ausnahme der französischen Literaturwissenschaft (seit 1970 nicht mehr erfasst).
Die Romanische Bibliographie erscheint jährlich in einer zweibändigen Print-Ausgabe (I. Teilband: Verzeichnisse, Sprachwissenschaft, Register; II. Teilband: Literaturwissenschaft) und auch online (sämtliche Jahrgänge ab 1965 bis zum jeweils aktuellen kumuliert; für die Jahrgänge 1965–1997 werden außerdem auch die bibliographischen Angaben der verzeichneten Rezensionen angezeigt).

## Anlage und Aufbau
Erfasst werden sowohl selbständige (Monographien, Editionen, Übersetzungen, Sammelbände) als auch unselbständige Publikationen (Zeitschriftenaufsätze, Beiträge zu Sammelbänden), insgesamt mehrere tausend Titel pro Jahr. Die einzelnen Einträge werden durch ein sorgfältiges Klassifikationssystem erschlossen (RB-eigener Systemschlüssel sowie zusätzliche Verschlagwortung mittels einer ständig aktualisierten und erweiterten Schlagwortliste). Im I. Teilband der Printversion finden sich zudem die Autoren-, Personen- und Sachregister, die eine rasche Suche ohne Kenntnisse des RB-eigenen Systemschlüssels ermöglichen; die Online-Version bietet die Möglichkeit komplexer Suchabfragen.

## Geschichte
Die Romanische Bibliographie erschien zunächst ab 1877 (Berichtszeitraum 1875/76) als Supplementheft zur Zeitschrift für romanische Philologie (die Jg. 1915–1923 sind nicht erschienen), ab dem Jahrgang 1961–1962 (1968 erschienen) wird sie unter dem eigenständigen Titel Romanische Bibliographie veröffentlicht (bis Jg. 1963/64 dreisprachiger Titel: Romanische Bibliographie. Bibliographie Romane. Romance Bibliography), die Jahrgänge 1877–1938/39 erscheinen im Max Niemeyer Verlag, Halle (Saale), die Jahrgänge 1940/1950 bis 2007 im Max Niemeyer Verlag, Tübingen (der Jg. 2003 als Imprint der K.G. Saur Verlag GmbH, München, die Jg. 2004–2007 als Imprint der Walter de Gruyter GmbH & Co. KG, seit dem Jg. 2008 bei De Gruyter, Berlin, Boston).
Liste der Herausgeber ab 1924/26:
- Jg. 1924/26: Fr. Ritter
- Jg. 1927–1940/50: Alwin Kuhn
- Jg. 1951/55: Alwin Kuhn und Otto Klapp
- Jg. 1956/60: Alwin Kuhn
- Jg. 1961/62: Kurt Reichenberger
- Jg. 1963/64: Kurt Reichenberger und Gustav Ineichen
- Jg. 1965/66–1993: Gustav Ineichen
- Jg. 1994–1996: Gustav Ineichen und Günter Holtus
- Jg. 1997–2011: Günter Holtus
- Jg. 2012– : Guido Mensching

Das in seinen Grundzügen bis heute gültige Klassifikationssystem (Systemschlüssel) mit seinen Notationen wurde mit dem Jahrgang 1965/66 (1972 erschienen) eingeführt. 2006 wurden im Max Niemeyer Verlag, Tübingen die kumulierten Indizes für die Jg. 1992–2002 veröffentlicht. Zusätzlich zur Printversion erschienen zwischen 2000 und 2008 im Max Niemeyer Verlag, Tübingen die kumulierten Jg. 1997–2005 auf CD-ROM. Die in kurzen Zeitabständen permanent aktualisierte und jährlich um ca. 10.000 Einträge wachsende Online-Datenbank ist seit 2011 zugänglich.